# NGC 481
NGC 481 là một thiên hà hình elip trong chòm sao Kình Ngư. Nó nằm cách Trái Đất khoảng 229 triệu năm ánh sáng và được phát hiện vào ngày 20 tháng 11 năm 1886 bởi nhà thiên văn học Lewis A. Swift.